# Federico Rodriguez Hertz
Federico Rodríguez Hertz (14 de dezembro de 1973) é um matemático argentino que trabalha nos Estados Unidos. É professor Anatole Katok Chair na Universidade Estadual da Pensilvânia.

## Vida e formação
Rodriguez Hertz obteve o grau de bacharel na Universidade Nacional de Rosário. Foi para o Rio de Janeiro em 1996, onde estudou no Instituto de Matemática Pura e Aplicada (IMPA), onde obteve um doutorado em 2001, com a tese Stable Ergodicity of Toral Automorphisms, orientado por Jacob Palis. Seguiu depois para o Uruguai e então para a Universidade Estadual da Pensilvânia.
Foi palestrante convidado do Congresso Internacional de Matemáticos em Hyderabad (2010).